# Secante (famiglia)
Secante era una famiglia di pittori di Udine, il cui primo membro famoso è stato Giacomo, allievo del Pordenone. Giacomo affrescò alcune stanze del castello ed un trittico nel Duomo di Udine (1560), più numerose pale d'altare per le chiese della regione.
Il fratello Sebastiano seguì i modi pittorici di Pomponio Amalteo: l'unica opera certa è la pala di San Giovanni Battista di Gemona del Friuli (1558), mentre è incerta l'attribuzione delle pale d'altare di Aviano (San Zenone) e Udine (duomo).
Giacomo ebbe un figlio, Sebastiano, nato nel 1539, anch'egli pittore, che sposò Virginia, figlia di Pomponio Amalteo, da cui ebbe cinque figli: Pomponio, Secante, Euridice, Lucrezia e Sestella. Pomponio, nato verso il 1570, fu autore di affreschi nel castello di Udine, mentre Secante, nato nel 1571, risentì dell'influenza di Jacopo Bassano e Tintoretto; sue opere sono conservate a Udine nel Museo Civico.